# 帕特南霍爾 (佛羅里達州)
帕特南霍爾（英語：Putnam Hall）是位於美國佛羅里達州帕特南縣的一個非建制地區。該地的面積和人口皆未知。

## 地理
帕特南霍爾的座標為29°44′11″N 81°57′34″W / 29.73639°N 81.95944°W，而該地的平均海拔高度為33米（即108英尺）。